# Can Marquès (Caldes de Malavella)
Can Marquès és una masia del municipi de Caldes de Malavella (Selva) inclosa en l'Inventari del Patrimoni Arquitectònic de Catalunya. Està situada al trencall a l'esquerra de la carretera de Caldes a Llagostera després de passar el trencall de Cassà.

## Descripció
Consta de tres plantes i una torre al costat lateral dret que no sobresurt en planta. A banda i banda hi ha dues edificacions annexes d'una gran senzillesa, que antigament eren cases de masover. Teulada a doble vessant amb ràfec de quatre fileres i teula àrab. Té les façanes arrebossades. A la principal hi ha un total de set obertures. A la planta baixa la porta principal és adovellada i de mig punt. A la primera planta, al centre hi ha una porta amb balcó en estil renaixentista, amb guardapols, llinda i impostes decorades amb uns animals fantàstics que semblen lleons. A la segona planta les obertures són de menor mida, també envoltades per una llinda de pedra, però molt més senzilles i sense decoració. Façana posterior amb nou finestres de diferents mides.